# Stadthalle, Beljak
Stadthalle je športna dvorana v Beljaku, Avstrija. Zgrajena je bila leta 1969. Njena kapaciteta je 4.500 do 5.000 gledalcev. V njej domuje hokejska ekipa VSV, ki nastopa v Ligi EBEL. Čeprav je najbolj poznana po tekmah v hokeju na ledu, pa se v njej odvijajo tudi ostali športi, kot sta inline skating in hokej na rolerjih, pa tudi različni koncerti, sejmi in razstave. V njej so nastopili že mnogi svetovno znani pevci in skupine, najpomembnejši so Joe Cocker, David Hasselhoff, STS in Udo Jürgens. Kar se tiče koncertov, lahko dvorana sprejme 4.500 obiskovalcev, sicer pa ob hokejskih tekmah tudi 5.000 gledalcev, od tega je 3.423 stojišč in 1.577 sedišč. Dvorana je gostila Svetovno prvenstvo v hokeju na ledu skupine B leta 1982 in 1992, obakrat v sodelovanju z istoimensko dvorano v Celovcu (Stadthalle Klagenfurt).